# لورين هيث
لورين هيث (بالإنجليزية: Lorraine Heath)‏ (1950)؛ كاتِبة مُتخصِّصة في أدب الأطفال وروائية أمريكية.